# Brian Flemming
Brian Flemming, né le 6 juin 1966 dans la vallée de San Fernando en Californie, est un directeur de production et dramaturge américain.
Ses travaux engagés en faveur de l'athéisme ont été jugés positivement par des critiques publiées dans le New York Times, la BBC ou USA Today.
En 2005, il a sorti un documentaire intitulé The God Who Wasn't There, dans lequel il explore les éléments permettant d'établir l'existence historique de Jésus Christ pour conclure qu'il est improbable que Jésus ait existé. Ensuite, il discute les croyances des Chrétiens fondamentalistes et confronte le directeur de l'école fondamentaliste où il a étudié.